# Spathula fontinalis
Spathula fontinalis és una espècie de triclàdide dugèsid que habita l'aigua dolça de Nova Zelanda. Els espècimens vius poden fer més de 25 mm de longitud i entre 2 i 4 mm d'amplada. Tenen un cap poc triangular amb aurícules molt curtes.